# Codex Regius (Novo Testamento)
Codex Regius designado Le ou 019 (Gregory-Aland), ε 56 (von Soden), é um manuscrito uncial grego dos quatro evangelhos, datado pela paleografia para o século IX. O manuscrito é lacunose.

## Descoberta
Contem 257 fólios dos quatro Evangelhos (23.5 x 17 cm). Escrito em duas colunas por página, em 25 linhas por página. Lacuna in Mateus 4,22-5,14; 28,17-20; Marcos 10,16-30; 15,2-20; João 21,15-25.
O texto grego desse codex é um representante do Texto-tipo Alexandrino. Aland colocou-o entre a Categoria II.
Actualmente acha-se no Biblioteca Nacional da França (Gr. 62).

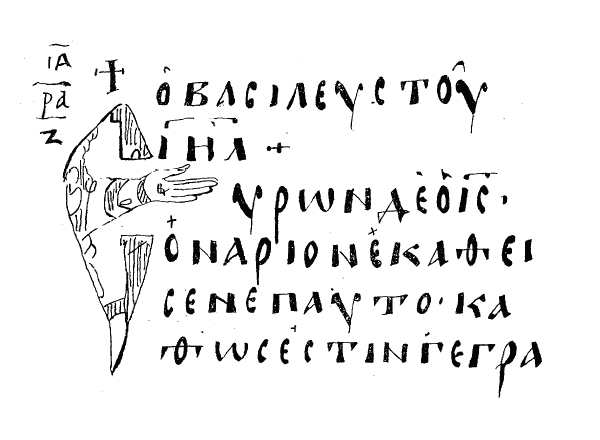
João 12,13-14 (facsimile)

## Literatura
- Constantin von Tischendorf, Monumenta sacra inedita (Leipzig 1846), pp. 15–24.
- Henri Omont, Fac-similés des plus anciens manuscrits grecs de la Bibl. Nat. du IVe et XIIIe siècle (Paris 1892).